# Захарченко, Виталий Георгиевич
Виталий Георгиевич Захарченко (род. 10 марта 1982) — казахстанский борец греко-римского стиля, призёр чемпионатов Азии.

## Биография
Родился в 1982 году в Караганде. В 2005 году завоевал бронзовую медаль чемпионата Азии. В 2006 году стал серебряным призёром чемпионата Азии, но на Азиатских играх занял лишь 10-е место, а на чемпионате мира — лишь 29-е.